# Хагатња
Хагатња (чам.Hagåtña), бивши назив Агана, је административно средиште америчке прекоморске територије Гвам у Тихом океану у оквиру Микронезије. У овом месту живи 1.051 становник, углавном Чаморои, који се служе чаморо језиком. Хагатња се налази на северној обали централног Гвама на реци Хагатња у живописном заливу са бројним пешчаним плажама. Први колонисти који су овде стигли били су Шпанци око 1688. године. САД су преузеле конторолу над градом и острвом после Шпанско-америчког рата 1898. године. Хагатња је седиште гувернера, а у њему се налазе суд и затвор.

## Становништво
| Година       | 1990 | 2000 | 2010 | 2015 |
| ------------ | ---- | ---- | ---- | ---- |
| Становништво | 1139 | 1100 | 1051 | 1090 |

## Партнерски градови
- Гвадалахара

## Галерија
- Пошта у Хагатњи
- Меморијална библиотека
- Градска катедрала